# Communes de la wilaya de Ouargla
Pour les autres communes, voir Liste des communes d'Algérie.
Liste des communes de la wilaya algérienne de Ouargla au 25 mars 2021:
1. Aïn Beida
2. El Borma
3. Hassi Ben Abdellah
4. Hassi Messaoud
5. N'Goussa
6. Ouargla
7. Rouissat
8. Sidi Khouiled
9. El Hadjira
10. El Allia

## Anciennes communes avant 2019
Avant l'organisation territoriale de 2019, les communes de la nouvelle wilaya de Touggourt étaient rattachées à la wilaya :
1. Benaceur
2. Blidet Amor
3. Megarine
4. M'Naguer
5. Nezla
6. Sidi Slimane
7. Taibet
8. Tamacine
9. Tebesbest
10. Touggourt
11. Zaouia El Abidia